# Bình nóng lạnh

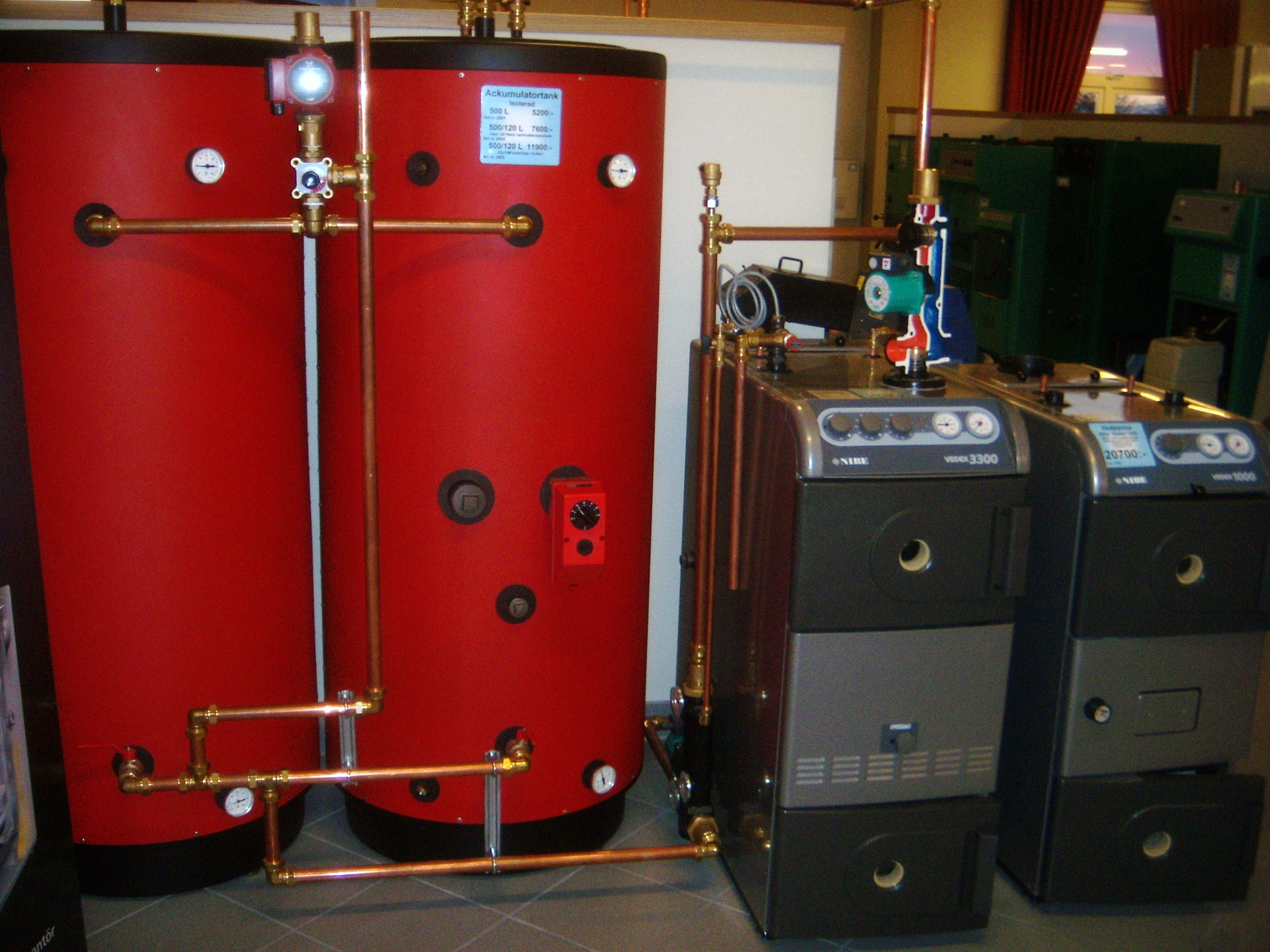
Hai bình chứa nước nóng màu đỏ được kết nối với một lò đốt nhiên liệu gỗ.

Bình chứa nước nóng trong đó một trong những nguồn nhiệt là hệ thống sưởi năng lượng mặt trời A, được đưa vào bình chứa nước nóng thông qua một bơm nhỏ B (hình tròn có tam giác) và dây ống xoắn nhiệt trong bình chứa nước nóng. Ống xoắn C khác có thể được sử dụng cho máy nồi đốt dầu hoặc lò đốt gỗ. Tại vị trí D, nước nóng được đưa ra ngoài và nước lạnh gia đình được đưa vào từ đáy tại vị trí E.

Bình chứa nước nóng trong đó một trong những nguồn nhiệt là hệ thống sưởi năng lượng mặt trời. Hầu hết các ví dụ tương tự như trên, nhưng trong một môi trường sống gia đình.

Một bình chứa nước nóng (còn được gọi là bình nóng lạnh, bình chứa nhiệt nước nóng, đơn vị lưu trữ nhiệt nước nóng, bình chứa nhiệt, xi lanh nước nóng và geyser trong tiếng Anh Nam Phi) là một bình chứa nước dùng để lưu trữ nước nóng dùng cho việc sưởi ấm không gian hoặc sử dụng trong gia đình.
Nước là chất lưu trữ nhiệt thuận tiện vì có khả năng chứa nhiều nhiệt năng hơn mỗi đơn vị khối lượng so với các chất khác do có năng lượng cấp nhiệt riêng lớn hơn. Nước là chất không độc hại và chi phí thấp.
Một bình chứa nước được cách nhiệt tốt có thể giữ nhiệt được lưu trữ trong vài ngày, giảm chi phí nhiên liệu. Bình chứa nước nóng có thể có hệ thống đốt gas hoặc dầu tích hợp sẵn, bộ sưởi nóng bằng điện. Một số loại sử dụng bộ trao đổi nhiệt bên ngoài như hệ thống sưởi trung tâm hoặc nước nóng được sưởi từ nguồn năng lượng khác. Loại phổ biến nhất trong ngữ cảnh gia đình là bộ đốt nhiên liệu hóa thạch, bộ sưởi nóng bằng điện hoặc một hệ thống sưởi nóng trung tâm.
Máy nóng nước để giặt, tắm hoặc giặt giũ có bộ điều khiển nhiệt để điều chỉnh nhiệt độ, trong khoảng 40 đến 60 °C (104 đến 140 °F), và được kết nối với nguồn nước lạnh trong gia đình.
Ở những nơi cung cấp nước địa phương có hàm lượng khoáng chất tan trong cao như đá vôi, việc đun nóng nước gây ra sự kết tủa của các khoáng chất trong bồn (tạo cặn). Bồn có thể phát triển rò rỉ do ăn mòn sau vài năm, vấn đề được trầm trọng hơn do oxy hòa tan trong nước gây ra sự ăn mòn của cả bồn và phụ kiện.

## Cách nhiệt
Thường thì bình chứa nước nóng được bọc trong lớp cách nhiệt để giảm tiêu thụ năng lượng, tăng tốc quá trình làm nóng và duy trì nhiệt độ hoạt động mong muốn. Lớp cách nhiệt dày hơn giảm thiểu việc mất đi nhiệt khi đứng im. Các loại bình chứa nước nóng có độ cách nhiệt khác nhau, nhưng cũng có thể thêm lớp cách nhiệt bên ngoài bình để giảm thiểu sự mất nhiệt. Trong điều kiện khắc nghiệt, bình nóng lạnh có thể được bao phủ hoàn toàn trong một không gian cách nhiệt đặc biệt.
Loại cách nhiệt cho máy nước nóng phổ biến nhất là sợi thủy tinh được cố định bằng băng keo hoặc dây đeo hoặc lớp vỏ bên ngoài của máy nước nóng. Lớp cách nhiệt không được làm tắc lỗ thông gió hoặc lỗ thoát khí đốt, nơi sử dụng đốt cháy.
Vật liệu cách nhiệt khác phổ biến được sử dụng cho bồn chứa nước là bọt polyurethane (PUF). Nếu truy cập vào bể trong là một ưu tiên (trong trường hợp khoáng chất hoặc nồng độ oxy hóa của nguồn nước địa phương đặc biệt gây ảnh hưởng), PUF có thể được áp dụng dưới dạng bao kín, cho phép loại bỏ lớp cách nhiệt để kiểm tra tính toàn vẹn thường xuyên và nếu cần, sửa chữa bồn chứa nước.
Gần đây, các hệ thống lưu trữ nhiệt có tính khả thi đã được thương mại hóa bằng cách sử dụng công nghệ cách nhiệt hỗ trợ bằng chân không sáng tạo. Công nghệ này đã làm cho việc lưu trữ năng lượng nhiệt có thể được thực hiện trong các hệ thống quy mô nhỏ đến trung bình trong vài tuần mà không có bất kỳ mất nhiệt đáng kể nào. Nếu có thể, nó có tiềm năng sử dụng lưu trữ nhiệt có ý thức về chi phí cho lưu trữ năng lượng trung hạn.

## Bình chứa nước nóng năng lượng mặt trời
Trong hệ thống Bình chứa nước nóng năng lượng mặt trời, một bình chứa nước nóng bằng năng lượng mặt trời lưu trữ nhiệt từ bộ tập trung nhiệt mặt trời. Bình có một bộ trao đổi nhiệt tích hợp để sưởi nước lạnh trong gia đình. Ở các khu vực khí hậu tương đối ôn hòa, chẳng hạn như vùng Địa Trung Hải, các bình chứa được bọc cách nhiệt nặng và được gắn trên mái nhà. Tất cả các bình chứa như vậy đều chia sẻ các vấn đề giống như các bình chứa được sưởi nhân tạo bao gồm cặn bám đá vôi và sự ăn mòn, và giảm hiệu quả chung tương tự trừ khi được bảo trì cẩn thận.

## Rò rỉ ngăn chứa nước
Các bồn nước nóng có thể được làm bằng thép carbon phủ men sứ, thép không gỉ hoặc đồng. Trong khi các bồn nước nóng bằng đồng và thép không gỉ thường phổ biến hơn ở Châu Âu, các bồn thép carbon thường được sử dụng nhiều hơn tại Hoa Kỳ, nơi mà thường bỏ qua kiểm tra định kỳ, dẫn đến việc bể chứa phát sinh rò rỉ và toàn bộ thiết bị được thay thế. Ngay cả khi không được chăm sóc, các bồn thép carbon vẫn thường kéo dài được vài năm hơn so với thời hạn bảo hành của nhà sản xuất, thông thường là từ 3 đến 12 năm ở Hoa Kỳ.
Các bồn có lót men thủy tinh thường có chi phí ban đầu thấp hơn, và thường bao gồm một hoặc nhiều que anode hi sinh được thiết kế để bảo vệ bồn khỏi bị thủng do ăn mòn do nước được pha trộn với clo rất ăn mòn với thép cacbon. Bởi vì rất gần như không thể áp dụng bất kỳ lớp phủ bảo vệ hoàn hảo nào (mà không có vết nứt vi mô hoặc khiếm khuyết lỗ nhỏ trên lớp bảo vệ), các nhà sản xuất có thể khuyến khích kiểm tra định kỳ bất kỳ que anode hi sinh nào, thay thế nó khi cần thiết.
Một số nhà sản xuất cung cấp bộ bảo hành kéo dài bao gồm một thanh anốt thay thế. Bởi vì bình chứa nước nóng truyền thống có thể bị rò rỉ từ 5 đến 15 năm, các cài đặt chất lượng cao sẽ bao gồm, và hầu hết các mã xây dựng/thiết kế ống nước tại Mỹ hiện nay đều yêu cầu, một khay bằng kim loại hoặc nhựa để thu thập dòng chảy khi xảy ra.

## Bồn chứa nước nóng với mạch nước đóng
Phương pháp này lưu trữ nhiệt trong bồn bằng cách sử dụng bộ trao đổi nhiệt bên ngoài (cuộn) có thể được trực tiếp lấy ra hoặc được sử dụng để cấp nguồn cho các bộ trao đổi nhiệt khác (bên ngoài).
Lợi ích chính là bằng cách tránh việc lấy nước nóng gia đình trực tiếp, bồn không được liên tục cấp nước lạnh, điều này giúp giảm tích tụ vôi trong những khu vực nước cứng xuống mức chỉ bằng những gì tan trong lượng nước ban đầu cộng với các lượng nhỏ đáng kể được thêm vào để thay thế mất mát do thoát nước.
Một lợi ích bổ sung là mức độ oxy thấp hơn trong hệ thống đóng, điều này cho phép giảm các yêu cầu về vật liệu sử dụng trong bể chứa nước nóng và mạch nước đóng, bộ trao đổi nhiệt bên ngoài và các đường ống liên quan.
Trong khi một hệ thống trao đổi nhiệt bên ngoài được sử dụng để tạo nước nóng trong gia đình sẽ có cặn khoáng, các chất tẩy rửa giúp kéo dài tuổi thọ của hệ thống đó.

## Bể chứa nước nóng phân tầng với mạch nước đóng
Phương pháp lưu trữ nhiệt trong bể chứa nước nóng có nhiều tên gọi khác nhau: Bể chứa nước nóng phân tầng với mạch nước đóng, Lưu trữ nhiệt phân tầng, Bể chứa nhiệt thermocline và Lưu trữ nước phân tầng nhưng trong tất cả các trường hợp, điểm khác biệt quan trọng là phải giữ cho sự phân tầng dọc của cột nước, nói cách khác là giữ cho nước nóng ở đầu bể chứa trong khi nước ở dưới có nhiệt độ thấp hơn một cách rõ rệt.
Điều này được khuyến khích ở những nơi có khoảng cách khí hậu rộng, nơi mà việc làm mát vào mùa hè cũng quan trọng như việc sưởi ấm vào mùa đông, và bao gồm một hoặc nhiều biện pháp sau:
- Các vòng lặp sưởi ấm và làm mát khác nhau phải đưa nước được sưởi ấm hoặc làm mát với vận tốc thấp nhất có thể. (Điều này bắt buộc các vòng lặp sưởi ấm và làm mát có các bơm điều khiển vận tốc và các cổng ống với đường kính lớn nhất khả thi.)
- Đối với các ứng dụng làm mát, nước lạnh được đưa ra từ dưới và nước ấm (trở lại) được cấp vào từ trên.
- Ứng dụng sưởi ấm lấy nước nóng ra ở trên cùng và trả nước lạnh xuống dưới.
- Thiết bị "tăng cường phân tầng" trong bể chứa nước nóng (nhưng nếu vận tốc nước vào là thấp nhất có thể thì điều này có thể không cần thiết).
- Một hệ thống điều khiển nhiệt tiên tiến hơn[7] là bắt buộc.

Khi bể chứa nước nóng phân tầng có mạch nước đóng, nhiệt độ nước có thể lên đến 90 đến 95 °C ở phía trên và 20 đến 40 °C ở phía dưới. Nước yên tĩnh, không bị xáo trộn là một chất dẫn nhiệt tương đối kém so với kính, gạch và đất.
(Được minh họa bởi một hồ yên tĩnh, nơi nước bề mặt có thể ấm áp đủ để bơi nhưng các lớp nước sâu hơn lại rất lạnh, đại diện cho hiệu ứng tương tự như khiến cho bảng cảnh báo ở bến cảng thành phố Luân Đôn cảnh báo 'Nguy hiểm, nước sâu lạnh).
Do đó, một khối lượng nước nóng tùy ý có thể được lưu trữ, miễn là sự phân tầng được giữ nguyên. Trong trường hợp này, không được có các tấm kim loại hoặc ống dọc theo chiều dọc vì chúng sẽ dẫn nhiệt qua các lớp nước, phá hủy sự phân tầng. Khi được áp dụng hiệu quả, kỹ thuật này có thể duy trì nước nóng lên đến 95 °C (tức là chỉ thấp hơn sự sôi) cho năng lượng có mật độ cao hơn, và năng lượng này có thể được lưu trữ trong một thời gian dài miễn là nước nóng không bị pha loãng.
Tùy vào mục đích của các hệ thống, việc trao đổi nước tại các mức khác nhau cho phép lựa chọn nhiệt độ nước phù hợp với mục đích sử dụng yêu cầu.
Trong nhiều hệ thống sưởi nước bằng năng lượng mặt trời, các thông số năng lượng có thể được đọc là một hàm của thời gian, từ thời gian "đọng" cần thiết để chuyển đổi ánh sáng ban ngày thành nhiệt, ở điểm cao nhất là nhiệt độ nước nóng tối đa gần đỉnh bể chứa.

## Thiết bị điện hai phần tử
Khi dòng nước bắt đầu chảy từ ống thoát trên cùng, nước lạnh đi vào bồn ở dưới cùng. Sự giảm nhiệt độ này khiến bộ điều khiển nhiệt bật chế độ đốt nóng cho phần tử sưởi dưới đáy bồn. Khi nước ở trên cùng của bồn được lấy ra, nước nóng ở trên cùng bị thay thế bằng nước lạnh tương đối hơn, điều này làm cho bộ điều khiển nhiệt ở trên cùng kích hoạt phần tử sưởi ở trên cùng. Khi dòng nước dừng lại, các phần tử sưởi vẫn hoạt động cho đến khi đạt được cài đặt của chúng.
Mặc dù thông thường người ta sẽ đặt nhiệt kế của 2 phần tử (trên và dưới) ở các mức khác nhau để tiết kiệm năng lượng, nhưng vì nước nóng có xu hướng trỗi lên nên nhiệt kế điều khiển phần tử trên nên cấp nhiệt cho nước nóng nhất, trong khi nhiệt kế phần tử dưới điều khiển nhiệt cho nước ấm nhất.
Nếu trong hệ thống đó nhiệt kế bị đảo ngược - cấp nhiệt ấm từ trên xuống, nóng từ giữa lên - nó không chỉ ảnh hưởng đến hiệu quả sử dụng năng lượng của hệ thống, mà còn gây nguy hiểm cho việc cung cấp nước nóng trong các điểm sử dụng, có thể gây cháy nổ hoặc gây hư hỏng thiết bị nếu đưa vào sử dụng các thiết bị yêu cầu nước ấm.

## Vấn đề an toàn
Nước nóng có thể gây thương tích đau đớn và nguy hiểm do bỏng, đặc biệt là ở trẻ em và người già. Nước ra khỏi bồn không nên vượt quá 49 độ C. Một số khu vực quy định giới hạn nhiệt độ này là 49 độ C. Tuy nhiên, nước được lưu trữ dưới 60 độ C có thể cho phép vi khuẩn phát triển, chẳng hạn như vi khuẩn gây bệnh Legionnaire's disease, đây là một nguy hiểm đặc biệt đối với những người có hệ thống miễn dịch yếu. Một giải pháp kỹ thuật sẽ là sử dụng van pha trộn tại các vòi sen, bồn tắm hoặc chậu rửa, giữ cho nước lạnh pha trộn tự động để duy trì một giới hạn tối đa dưới 49 độ C. Một đề xuất để thêm điều này vào mã xây dựng của Canada đã không thành công.